# پلی کامیونیکیشنز
پلی کامیونیکیشنز (انگلیسی: Play Communications) شرکت مخابرات لوکزامبورگی است، که در سال ۲۰۰۷ تأسیس شد.